# Списак масовних гробница жртава послератних ликвидација у Словенији
Попис масовних гробница жртава послератних ликвидација у Словенији је попис масовних гробница жртава послератних ликвидација од стране југословениских комуниста током маја и јуна 1945. године.
Према тренутним сазнањима познато је више од 540 масовних гробница разне величине само у Словенији.

## Попис цељских гробница (30)
- Евидентирана масовна гробница број 0 : Спомен парк који покрива подручје Техарје и мјеста за одлагања чврстог отпада и отпадних твари цинкарне Цеље и западног дијела комуналног одлагалишта отпада
- Евидентирана масовна гробница број 1. : Бежиград-Гаје-Чрет (цијело индустријско подручје Цеље - Цинкарна. Код објеката емо, зељезничке пруге, итд
- Евидентирана масовна гробница број 2. : Млинарјев Јанез (трговски објект на техарској цести)
- Евидентирана масовна гробница број 3. : Селце-разводна трансформаторска станица (између 2. и 3. далековода)
- Евидентирана масовна гробница број. 6 : Мјесно гробље Мирна пот (уз гробље)
- Евидентирана масовна гробница број. 3 : Згорња Худиња-Нова вас (два стамбена подручја, те силоси, творница Жична, парк основне школе Худиња, итд)
- Евидентирана масовна гробница број 5 : Кошница (гробље, означено с крижем)
- Евидентирана масовна гробница број 7 : Тумова улица (комплетна улица у Шмарјети, испред од Худиње)
- Евидентирана масовна гробница број 8 : Тудреж
- Евидентирана масовна гробница број 9 : Бабно (мочварно мјесто у близини села)
- Евидентирана масовна гробница број 10 : Соцка
- Евидентирана масовна гробница број 11 : Згорње село
- Евидентирана масовна гробница број 12 : Трновље при Соцки
- Евидентирана масовна гробница број 13 : Чатрова хоста
- Евидентирана масовна гробница број : Сончни парк (ливаде у стамбеним насељима лава поља)
- Евидентирана масовна гробница број 15 : Безовица
- Евидентирана масовна гробница број 16 : Војник-покопалишче (пред зидом гробља код паркиралишта)
- Евидентирана масовна гробница број 17 : Вишња вас
- Евидентирана масовна гробница број 18 : Шмарјета-Хмезад (трговски објект)
- Евидентирана масовна гробница број 19 : Словенијалес-Медлог (трговски објект)
- Евидентирана масовна гробница број 20 : Медлог-Липовшков травник (близу насеља Лава)
- Евидентирана масовна гробница број 21 : Војник-хмељишче
- Евидентирана масовна гробница број 22 : Војник под гоздом
- Евидентирана масовна гробница број 23 : Линдек-под градом
- Евидентирана масовна гробница број 24 : Буковје
- Евидентирана масовна гробница број 25 : Ракова стеза-над Стражо
- Евидентирана масовна гробница број 26 : Ракова стеза-Стражица
- Евидентирана масовна гробница број 27 : Козјек
- Евидентирана масовна гробница број 28 : Местни парк (Цељски мјесни парк код Савиње)
- Евидентирана масовна гробница број 29 : На гричку-Петричек

Уредбом о регулацији осигурања и привремених гробова и гробница жртава рата и после рата на подручју општине, од стране Скупштине општине усвојили 1993/02/19, до сада је на подручју општине Цеље пронађено 30 масовних гробова.
Напуштени рудник није на попису.